# Milan-San Remo 1932
La 25e édition de la course cycliste, Milan-San Remo a eu lieu le 20 mars 1932 et a été remportée par l'Italien Alfredo Bovet en solitaire. 

## Classement final
|    | Cycliste            | Équipe            | Temps           |
| -- | ------------------- | ----------------- | --------------- |
| 1  | Alfredo Bovet       | Bianchi           | 8 h 15 min 45 s |
| 2  | Alfredo Binda       | Legnano-Clément   | + 3 min 00 s    |
| 3  | Michele Mara        | Bianchi           | + 3 min 00 s    |
| 4  | Leonida Frascarelli | Ilvea             | + 3 min 00 s    |
| 5  | Luigi Barral        | Olimpia           | + 3 min 00 s    |
| 6  | Raffaele Di Paco    | Wolsit-Hutchinson | + 6 min 15 s    |
| 7  | Charles Pélissier   | Génial Lucifer    | + 6 min 15 s    |
| 8  | Antonio Pesenti     | Wolsit-Hutchinson | + 6 min 15 s    |
| 9  | Agostino Bellandi   | Dei               | + 6 min 15 s    |
| 10 | Michele Orecchia    | Gloria            | + 6 min 15 s    |